# Surdham Göb
Surdham Göb (bürgerlich: Daniele Massimo Raffaele Göb, * 1976 in München) ist ein veganer Koch und Kochbuchautor.

## Leben
Über seine Ausbildung ist wenig bekannt, jedoch wirkte er 1995 bereits als Küchenchef im Osho Tao Meditationszentrum, München. Es folgten weitere Stationen u. a. in San Francisco, New York und Hawaii. Inzwischen ist er wieder selbstständig in München tätig, wo er einen Catering-Service betreibt. Darüber hinaus gibt er vegane Kochkurse und veröffentlicht Kochbücher.
Göb wird von den Medien zu den prominentesten Vertretern der veganen Küche in Deutschland gezählt.

## Werke
- Meine vegane Küche, AT-Verlag, 2013, ISBN 978-3-03800-741-8
- Vegane superfoods, AT-Verlag, 2013, ISBN 978-3-03800-762-3
- Vegan daily, AT-Verlag, 2014, ISBN 978-3-03800-821-7
- Vegane Power Drinks, ZS-Verlag GmbH, 2015, ISBN 978-3-89883-494-0
- Gesund, AT-Verlag GmbH, 2022, ISBN 978-3-03902-165-9